# 斯洛特斯
斯洛特斯是一個位於美國肯塔基州韋伯斯特縣的城市。

## 地方資料
根據2020年美國人口普查的數據，該市的面積為0.60平方千米，當中陸地面積為0.60平方千米，而水域面積為0.00平方千米。當地共有人口190人，而人口密度為每平方千米316.67人。